# ATT&CK
O Adversarial Tactics, Techniques, and Common Knowledge ou MITRE ATT&CK em tradução livre, seria como "Táticas, técnicas e conhecimento comum dos adversários" é uma diretriz para classificar e descrever ataques cibernéticos e intrusões. Foi criado pela MITRE Corporation e lançado em 2013.

Em vez de olhar para os resultados de um ataque (também conhecido como um indicador de comprometimento (IoC)), ele identifica táticas que indicam que um ataque está em andamento. Táticas são o "porquê" de uma técnica de ataque.
A estrutura consiste em 14 categorias de táticas consistindo em "objetivos técnicos" de um adversário. Exemplos incluem escalonamento de privilégios e comando e controle. Essas categorias são então divididas em técnicas e subtécnicas específicas.